# Miniar
Miniar (en russe : Миньяр) est une ville de l'oblast de Tcheliabinsk, en Russie. Sa population s'élevait à 9 940 habitants en 2013 et 8 500 habitants en 2021.

## Géographie
Miniar est située dans la vallée de la rivière Sim, à son point de confluence avec la rivière Miniar, 370 km à l'ouest de Tcheliabinsk.

## Histoire
Miniar a été fondée en 1771. Elle accéda au statut de commune urbaine en 1928 puis à celui de ville le 14 mai 1943. Elle se trouve dans le raïon d'Acha.

## Population
Recensements (*) ou estimations de la population
| 1926* | 1939* | 1959*  | 1970*  | 1979*  |
| ----- | ----- | ------ | ------ | ------ |
| 5 741 | 9 849 | 15 389 | 13 512 | 12 486 |

| 1989*  | 2002*  | 2010*  | 2012   | 2013  |
| ------ | ------ | ------ | ------ | ----- |
| 12 930 | 11 032 | 10 194 | 10 037 | 9 940 |

| 2016  | 2019  | 2021  | - | - |
| ----- | ----- | ----- | - | - |
| 9 459 | 9 017 | 8 500 | - | - |

## Enseignement et culture
la ville possède quatre jardins d'enfants, trois écoles primaires et collège (n° 1, 2 et 4). Elle dispose d'un palais de la culture, d'un musée d'histoire régionale, d'un cinéma (Iounost, Jeunesse) de 130 places.

## Transport

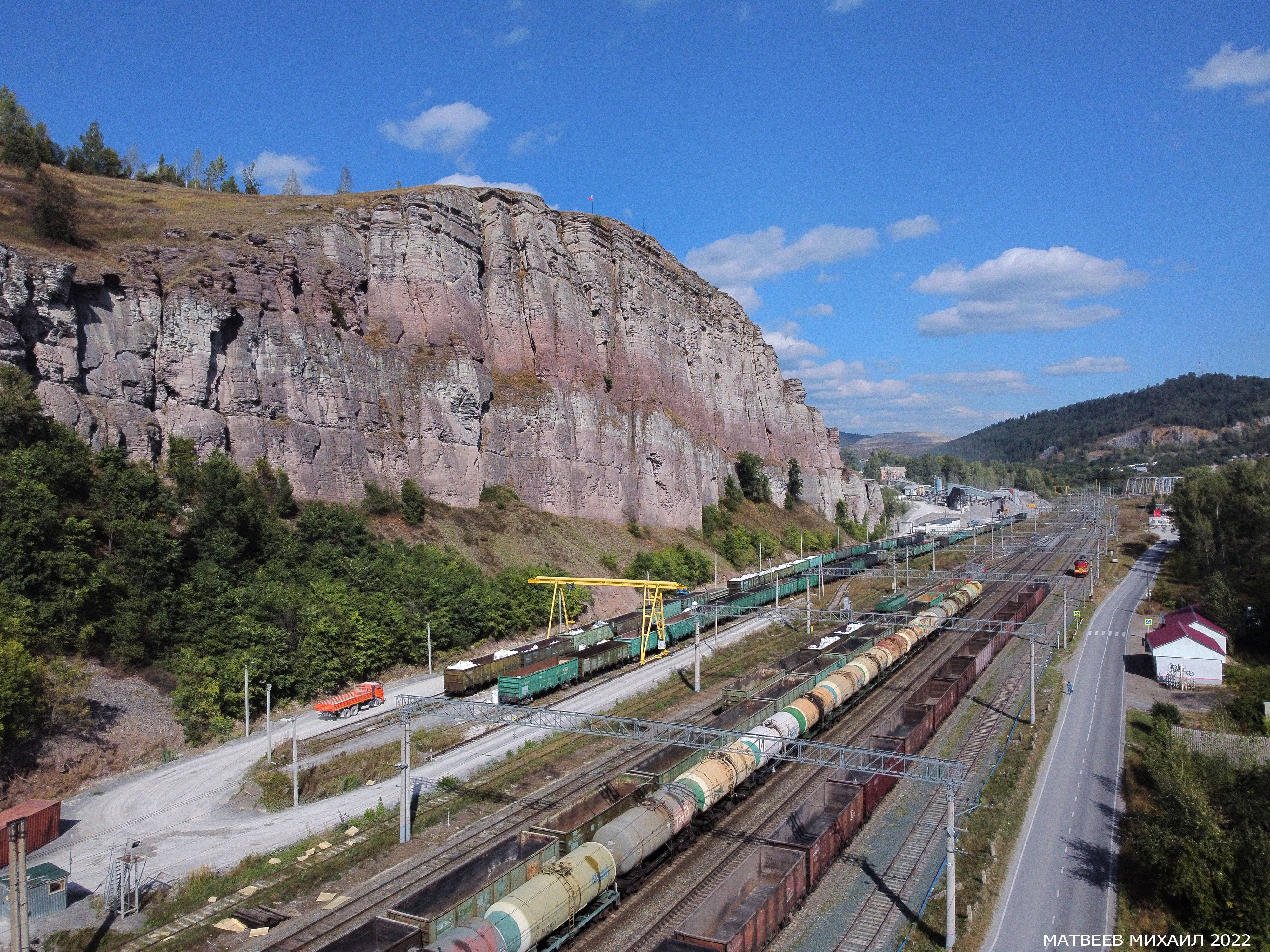
Chemin de fer à Miniar. Photo de Mikhaïl Matveïev (2022).

Miniar est accessible par les gares ferroviaires de Miniar et de Bianka du chemin de fer de Kouïbychev. Le train électrique Dioma-Kropatchiovo s'arrête à ces deux gares une fois par jour. Les trains longue distance s'arrêtent à la gare de Miniar.
La ville se trouve à environ 10 km de l'autoroute M5; mais elle n'est atteignable de Miniar que par Sim et Acha en prenant une route secondaire
Les transports en commun sont représentés par une ligne d'autobus locale et deux lignes d'autocars intercommunales : Acha-Miniar et passant par Acha-Sim. Il existe un agrégateur Yandex.Taxi, ainsi qu'un service de taxi local 777 avec un appel par téléphone.

## Lieux à voir

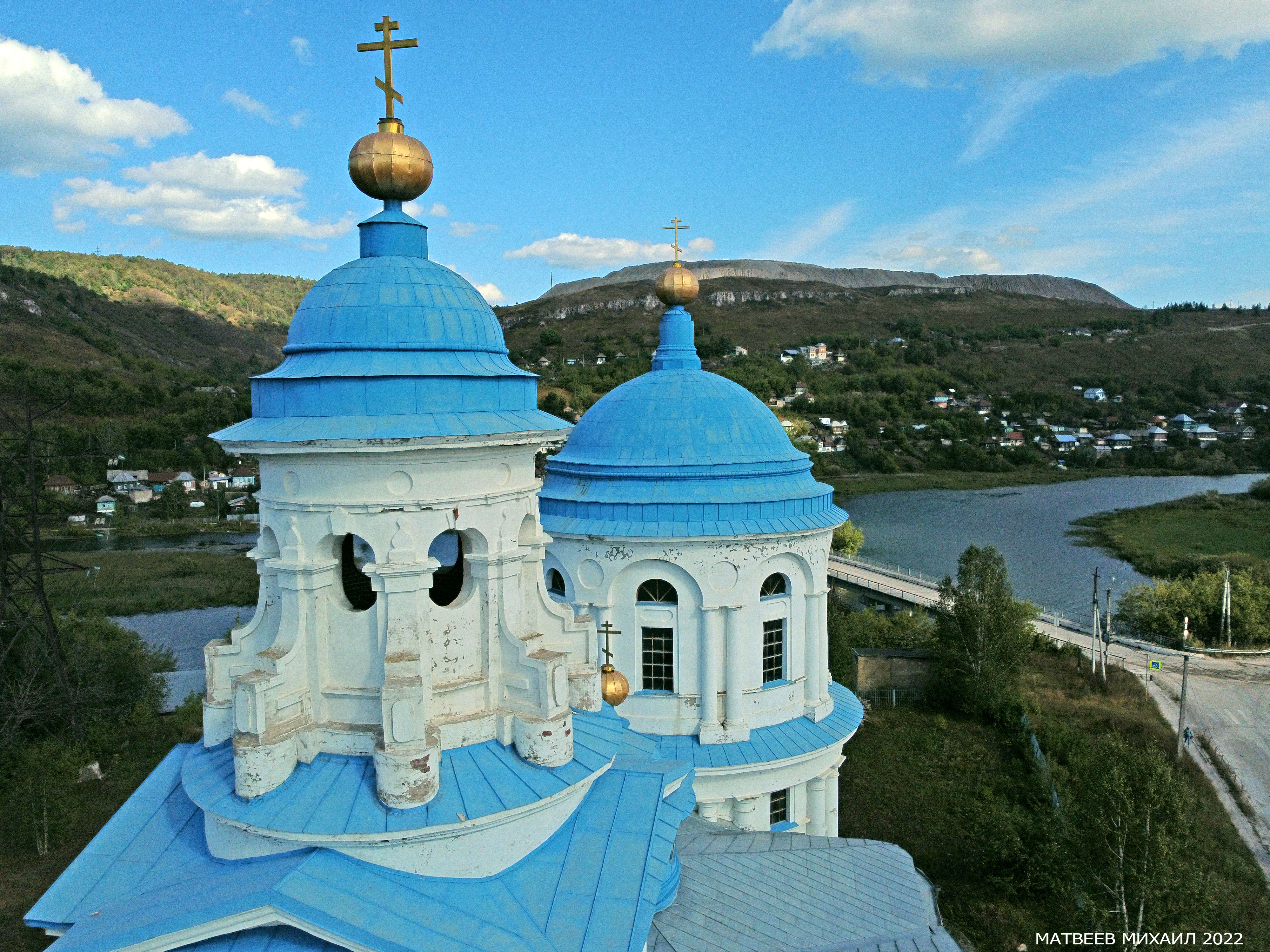
Coupoles de l'église.

- Monument naturel dit la « la Roche rouge », affleurement géologique d'argilites
- L'actuelle église de la Présentation-au-Temple-de-la-Mère-de-Dieu (construite entre 1785 et 1819) est située sur la petite presqu'île pittoresque de l'étang de Miniar.
- En direction de la ville de Sim, l'on trouve un pont ferroviaire sur la rivière Sim, érigé en 1930 selon les plans de N.A. Belelioubski.